# Hầu tước xứ Zetland
Hầu tước xứ Zetland (tiếng Anh: Marquess of Zetland) là một tước hiệu thuộc Đẳng cấp quý tộc Vương quốc Liên hiệp Anh. Nó được tạo ra vào ngày 22 tháng 8 năm 1892 cho cựu Phó vương Ireland, Lawrence Dundas, Bá tước thứ 3 xứ Zetland. Tước hiệu được lấy theo địa danh Zetland, tên cổ xưa của Shetland. Gia tộc Dundas xuất thân từ Lawrence Dundas, doanh nhân giàu có người Scotland và Thành viên Quốc hội Anh. Năm 1762, ông được phong Nam tước, của Kerse ở Hạt Linlithgow. Ông được kế vị bởi con trai mình, Nam tước thứ hai. Ông đại diện cho Richmond và Stirling trong Hạ viện Anh và cũng từng là Lord Lieutenant xứ Orkney và Shetland. Năm 1794, ông được phong Nam tước xứ Dundas, của Aske ở Bắc Riding của Yorkshire, thuộc Đẳng cấp quý tộc Đại Anh. Đáng chú ý là Lãnh chúa Dundas đã mua quyền Bá tước xứ Orkney và Lãnh chúa xứ Zetland từ James Douglas, Bá tước thứ 14 xứ Morton.
Con trai của ông, Nam tước thứ hai, là Nghị sĩ của Richmond và cũng từng là Lord Lieutenant xứ Orkney và Shetland. Năm 1838, ông được phong làm Bá tước xứ Zetland thuộc Đẳng cấp quý tộc Vương quốc Liên hiệp Anh. Ông được kế vị bởi con trai cả của mình, Bá tước thứ hai. Ông cũng đại diện cho Richmond và York trong Quốc hội và từng là Lord Lieutenant xứ Bắc Riding của Yorkshire. Khi ông qua đời, các tước vị được truyền cho cháu trai của ông, Bá tước thứ ba. Lúc đầu là một người theo Đảng Tự do, ông giữ chức vụ nhỏ trong chính quyền thứ hai của William Ewart Gladstone nhưng sau đó gia nhập Đảng Bảo thủ và phục vụ từ năm 1889 đến năm 1892 với tư cách là Phó vương xứ Ireland. Năm sau, ông được vinh danh khi được phong làm Bá tước xứ Ronaldshay, ở Hạt Orkney và Zetland, và là Hầu tước xứ Zetland. Bá tước xứ Ronaldshay là tước hiệu lịch sự của con trai cả và là người thừa kế của Hầu tước. Ông được kế vị bởi con trai mình, Hầu tước thứ hai. Ông cũng là một chính trị gia lỗi lạc và từng là Thống đốc Bengal và Ngoại trưởng Ấn Độ trong Chính phủ Anh. Kể từ năm 2016, các tước hiệu được nắm giữ bởi cháu trai của ông, Hầu tước thứ tư, người kế vị cha mình vào năm 1989.
Trụ sở của gia đình là Aske Hall, Richmond, Bắc Yorkshire.